# Giro Automobilistico dell'Umbria

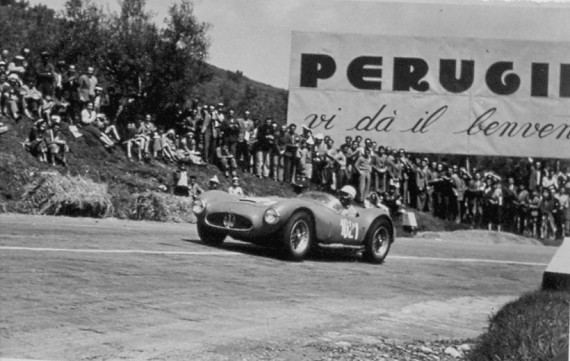
Luigi Musso, 6 Giugno 1954

Il Giro automobilistico dell'Umbria è stata una competizione automobilistica effettuata su strade aperte al pubblico, disputati in varie formule e vari anni tra il 1948 e il 1992.

## Storia

### L'epoca delle auto sportprototipo
Chiusa la pausa nelle competizioni legata alla seconda guerra mondiale, come in tutta la penisola, anche in Umbria iniziarono a farsi sentire i primi sintomi della ripresa dei ritmi di vita ed i due Automobile Club della regione, nelle vesti dei loro Presidenti, Andreani e Coppoli, vista anche la ripresa della Mille Miglia, decidono di dare vita al progetto di un Giro Automobilistico dell'Umbria per unire le due città di Perugia e Terni. Si trattò della prima gara disputatasi nella regione dopo la Coppa della Perugina che si corse negli anni venti.
Nel 1948 la macchina organizzativa legata alla prima edizione si mette in moto e il 29 giugno alla partenza da Perugia sono un centinaio i piloti che si avviano per tornare al traguardo, collocato in Borgo XX Giugno. Tra questi vi sono tantissimi guidatori umbri semi-dilettanti; il primo pilota che riesce a compiere nel minor tempo i due giri previsti, pari a 380Km, è Inico Bernabei con una Cisitalia che alla media di 110,990 km/h regola in volata il siciliano La Motta ed il marchigiano Leonardi.
Primo degli umbri, ottavo assoluto è Boncompagni Ludovisi A. con la Fiat 1500 sport.
Il giro del 1949, organizzato dall'AC Terni con partenza ed arrivo nella città dell'acciaio, si snoda su di un percorso che è leggermente più lungo del precedente in quanto dopo Narni prosegue per ponte Sanguinaro; la gara vive la propria storia sul duello tra la Ferrari di Vallone e la sport di Musso.
La presenza delle case automobilistiche più prestigiose che ufficialmente scendono in gara sottolinea il segno della validità e del grande interesse verso la gara umbra. Al termine del secondo ed ultimo passaggio, dopo 3h 31'28” ed avere fatto proprio anche il record sul chilometro lanciato, previsto nei pressi di Narni, la rossa Ferrari di Vallone vince alla media di 113,203 km/h.
La terza edizione, quella del 1950 torna ad avviarsi dalla città etrusca ricalcando lo stesso chilometraggio del 1949 ma con un fondo stradale nettamente migliorato e livellato quasi nella totalità della lunghezza. La novità tecnica, fin dalle prime battute, si ritiene possa giovare soprattutto alle vetture sport il cui rapporto peso-potenza le fa favorire alle Gran turismo anche se di potenza superiore.
Nel pomeriggio, poco dopo oltrepassato lo scoccare delle tre ore e come da pronostico, la Stanguellini del marchigiano Mario Giorgetti taglia il traguardo per prima; sul podio, insieme a lui, salgono anche Sesto Leonardi e Coletti.
Nel 1951 il Giro Automobilistico dell'Umbria incontra una prima battuta d'arresto legata a motivi organizzativi sorti in seno all'AC di Terni che fanno rinviare la disputa della gara. Il Giro tornerà sulle strade umbre l'anno successivo completamente rinnovato.
Dopo che nel 1951 la gara non fu disputata, nel 1952, grazie all'intervento economico dell'azienda dolciaria Perugina che torna dopo trenta anni a sponsorizzare una gara, il Giro Automobilistico aggiunge al proprio logo Coppa della Perugina. Un'altra novità fu lo sconfinamento del tracciato nella vicina Toscana: la gara inizia con le vetture indirizzate alla volta del Lago Trasimeno, per proseguire verso Arezzo con successivo rientro in Umbria e vede oltre cento concorrenti darsi battaglia. A vincere è ancora una vettura sport, l'OSCA MT4 condotta da Cabianca che vince a 120,929 km/h di media.
Il 28 giugno del 1953, con la confermata presenza della Perugina, si registrano le presenze di vetture Lancia, Alfa Romeo, Maserati, Ferrari, affidate alle mani di piloti affermati come Musso, Lualdi Gabardi, Biondetti, Bornigia Valenzano, Serena di Lapigio, Bernabei, mentre il senso di marcia diventa antiorario.
In un altalenante scambio di posizioni, la vittoria si gioca tra la Maserati barchetta di Musso, le Lancia di Valenzano e di Piodi, nonché la Ferrari di Stagnoli; la prima vettura che alla fine riesce ad essere meglio classificata è la n.930 condotta dal ventiquattrenne Musso e che è giunto a Perugia alla media di 124,359 km/h.
Nel 1954, mantenendo immutato il chilometraggio di 383 km, il Giro ritorna al senso di marcia orario.
La sesta edizione se l'aggiudica l'equipaggio Gerini-Donazzolo che vince su una Ferrari 3000 a 127,924 km/h di media.
Sono oltre cento gli equipaggi che si danno battaglia sulle tre salite di Orvieto, Gubbio-Madonna della Cima, San Giustino-Bocca Trabaria e in Autodromo; vincitrice risulta la coppia Moreschi-Gattuccio che a bordo della Porsche gruppo 5 di 3000 cm³ vince dopo 55'46"2/100. Con la stessa formula la gara si disputa anche nei quattro anni successivi per poi interrompersi.
Con la sesta edizione si concluse il ciclo del Giro Automobilistico dell'Umbria poiché gli incidenti di Le Mans nel 1955, della Milano-Taranto, e della Mille Miglia nel 1957, decretano la fine di tutte le gare su strada.

### La nascita della Coppa Gran Turismo
Dopo ventitré anni, nel 1977 grazie all'iniziativa della Scuderia Carpine di Magione e di Walter Berardi, il direttore dell'Autodromo di Magione, è di nuovo sulle strade con la settima edizione del Giro automobilistico dell'Umbria, caratterizzata però da una formula del tutto nuova un misto di trasferimenti con gare in salita alternate a prove di velocità in autodromo, e con il cambiamento della tipologia delle automobili che partecipano rispetto alla vecchia competizione: da gara automobilistica per  automobili di tipo sport-prototipi a gara automobilistica per automobili di tipo gran turismo, con la nascita della Coppa Internazionale dell'Umbria Gran Turismo, e l'omologazione a gara internazionale gran turismo. La gara parte alla grande, con un centinaio di equipaggi al via, tra i quali dopo una serrata lotta che caratterizza tutte le categorie vince dopo una lunga battaglia la Porsche  di Moreschi-Gattuccio che precede la De Tomaso Pantera di "Elemer" e la BMW E9 di Vallebona-Garrone.
L'anno successivo, il 1978 ricalcando la fortunata formula collaudata il Giro in due tappe porta la carovana sulle salite della Madonna della Cima a Gubbio, della Bocca Trabaria a San Giustino, in Autodromo, poi sulla salita di Pontecuti a Todi ed infine ancora in Autodromo.
La partenza è ancora dal cuore della città di Perugia che vede partire ben 108 equipaggi con vetture moderne che corrono la gara, mentre sono seguiti da un folto gruppo di auto storiche che sfilano per rendere omaggio alla gara che ha un lungo legame con il passato ed il futuro. In questa edizione la gara disputata è esaltante e drammatica, poiché si svolge sotto un violento nubifragio con pioggia e grandine alternate, e molte vetture rimangono coinvolte in incidenti e ritiri. Solo dopo una lunga lotta tra le vetture gran turismo più resistenti alle intemperie, è l'Alfa Romeo Alfetta GTV Autovama di Bigliazzi-Sovani che vince l'edizione del 1978, che ottiene il primo posto assoluto grazie anche a causa della pioggia battente che crea difficoltà alle avversarie, quali la De Tomaso Pantera di Micangeli-Pietromarchi, la Lancia Stratos, di Nataloni-Graziotti e la Fiat 131 Abarth di De Vito-Gallo, che si piazzano al secondo, al terzo ed al quarto posto. Il successo della gara rimane segnato da un incidente occorso in Autodromo al pilota Gianfranco Riccitelli all'inizio della seconda tappa.
Nel 1979 con 150 equipaggi presenti prende il via la terza edizione con partenza da Orvieto. Le presenze sono qualificate dai nomi di Nataloni, Pietromachi, Ricci, Moreschi, "Spiffero" e altri, come altrettanto sono le vetture presenti tra le quali spiccano, le Lancia Stratos, le Fiat 131 Abarth, le Pantera De Tommaso, le Porsche 935 e le BMW 528i e BMW M1. Una nuova salita, quella di Castel Rigone, si aggiunge in questa terza edizione che ancora una volta vede alcuni equipaggi tra quelli dati per favoriti penalizzati dalla pioggia. Tra questi mantenendo i nervi saldi e con una guida accorta Moreschi-Bini con la BMW E12 riesce a resistere e a difendere la prima posizione agli attacchi della Fiat 131 Abarth dell'irriducibile equipaggio di Ricci-Asteggiano e alla Porsche 935 di Petenzi-Redoli.

### Corsa di auto d'epoca
Grazie all'interessamento della Peroni Promotion e ancora all'AC Perugia, nel 1990 e poi fino al 1992, torna il redivivo Giro anche se questa volta è solo per auto storiche e con una formula del tutto nuova con un misto tra gare in salita e prove in circuito una kermesse di tre giorni. Nel 1990 sono 130 gli equipaggi che si presentano a Perugia e dalla lotta serrata tra la gialla Jaguar di Amphicar-Wise e quella celeste di Nessuno-Giambertoni, dopo tre giorni svetta la prima.